# Neil Middleditch
Neil Middleditch (ur. 7 stycznia 1958 w Wimborne) – brytyjski żużlowiec.

## Życiorys
Pierwszy występ w meczu żużlowym II ligi brytyjskiej (National League) zanotował w 1973 w barwach klubu z Eastbourne Eagles. W następnym sezonie startował również w drużynie Poole Pirates, z którą związał się najdłużej (1974–1984). Pierwszym sukcesem Middleditcha było zdobycie w 1975 indywidualnego mistrzostwa Wielkiej Brytanii juniorów. W 1978 na torze w Lonigo odniósł swój największy sukces, zostając drugim wicemistrzem Europy juniorów. W latach 2001–2007 Middleditch był menadżerem reprezentacji Wielkiej Brytanii. W 2008 przekazał funkcję szefa reprezentacji Gary'emu Havelockowi.

## Przynależność klubowa
Wielka Brytania
- Eastbourne Eagles (1973–1975)
- Poole Pirates (1974–1984)
- Reading Racers (1985)
- Arena-Essex Hammers (1985–1986)

## Osiągnięcia
- Indywidualne Mistrzostwa Europy Juniorów
  - 1978:  Lonigo – 3. miejsce – pkt → wyniki

- Indywidualne Mistrzostwa Wielkiej Brytanii Juniorów
  - 1974: 3. miejsce – 12 pkt (3,2,3,2,2)
  - 1975: 1. miejsce – 13 pkt +3 (2,2,3,3,3)